# Fla
Pour les articles homonymes, voir FLA.

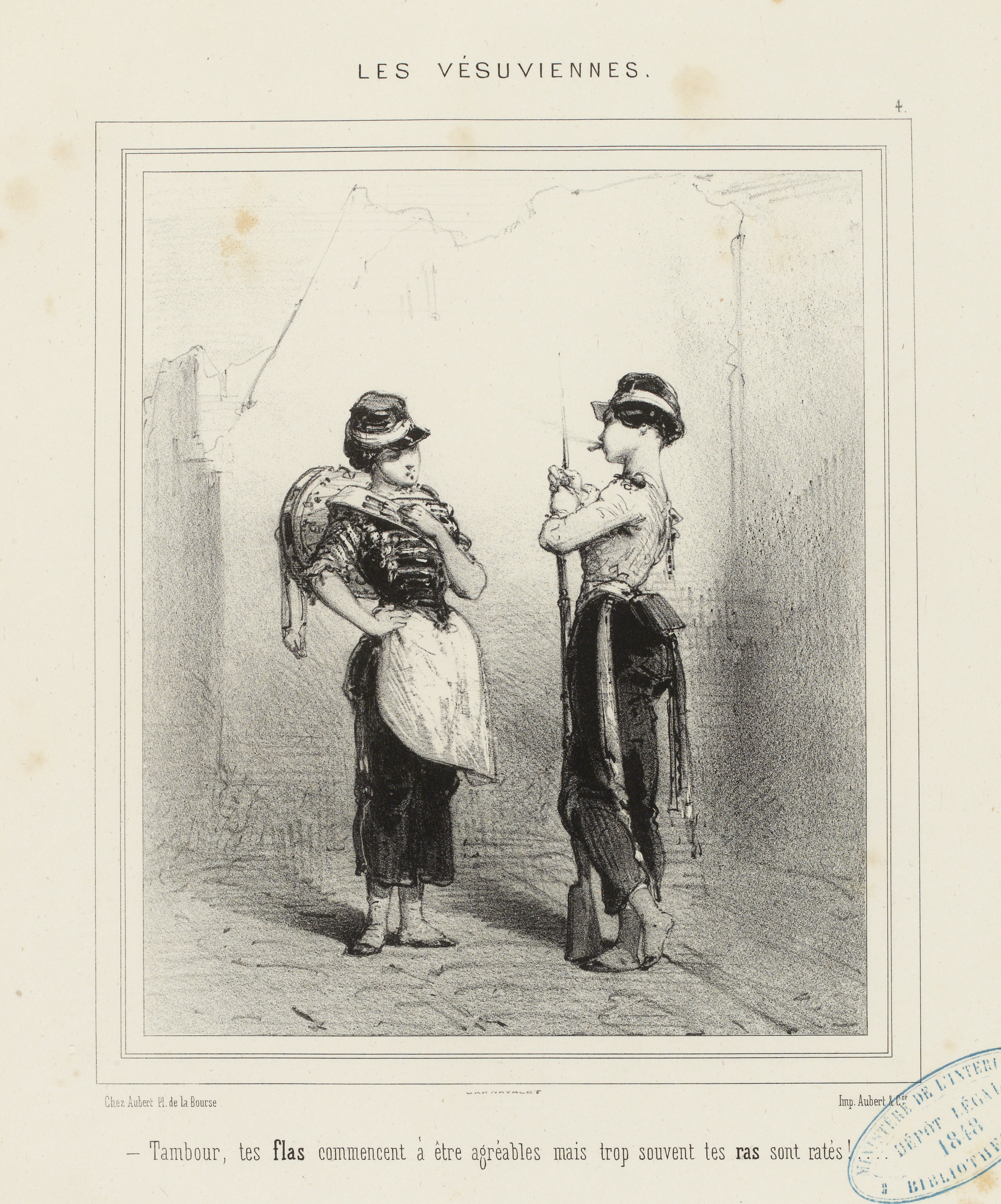
Tambour, tes flas commencent à être agréables mais trop souvent tes ras sont ratés ! Estampe de Charles-Édouard de Beaumont dans Les Vésuviennes, en 1848.

Dans le domaine des instruments de percussion, le fla est un double coup de baguettes frappé sur un tambour, constitué d'un coup normal avec une appoggiature réalisée de l'autre main d'une moindre force que la note principale. Le fla se distingue du ra.
On parle de « fla décroisé » lorsque la première note est jouée avec une intensité proche de la première.